# Ernst Casimir I. (Ysenburg und Büdingen)

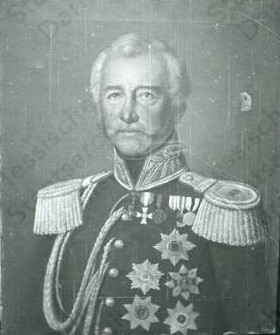
Ernst Casimir I. zu Ysenburg und Büdingen

Fürst Ernst Casimir I. zu Ysenburg und Büdingen in Büdingen, als Graf III. (* 20. Januar 1781 in Büdingen; † 1. Dezember 1852 ebenda) war ein großherzoglich-hessischer Brigadegeneral und der erste Fürst zu Ysenburg und Büdingen in Büdingen (Standesherr).

## Leben
Als Sohn des Grafen Ernst Kasimir II. von Ysenburg und Büdingen und der Gräfin Eleonore von Bentheim-Steinfurt wurde Ernst Casimir zunächst durch Hauslehrer, später an der Akademie in Karlsruhe ausgebildet.
Da er beim Tode seines Vaters im Jahr 1801 noch nicht volljährig war, konnte er die Regierungsgeschäfte nicht übernehmen, seine Mutter führte die Vormundschaft. Ernst Casimir trat zunächst in badische Militärdienste.
Am 10. Mai 1804 heiratete er die Gräfin Ferdinande zu Erbach-Schönberg, kurz danach übernahm er die Regierung seines Erbes, jedoch war diese nicht von langer Dauer. In dieser Zeit des allgemeinen Umsturzes der politischen Verhältnisse Europas wurde seine Herrschaft 1806 mediatisiert und kam zu dem Fürstentum Isenburg, dessen Oberhaupt Carl, Fürst zu Isenburg, Gründungsmitglied des Rheinbundes (und später bis 1813 französischer Generalmajor) war. Als Brigadegeneral auf Seiten der alliierten anti-napoleonischen Truppen nahm Ernst Casimir an den Befreiungskriegen gegen das napoleonische Frankreich teil. Er nahm bei Lyon, Straßburg und Selz an Gefechten teil.
Aufgrund der auf dem Wiener Kongress getroffenen Beschlüsse fiel das gesamte Rheinbund-Fürstentum Isenburg 1815 zunächst an das Kaisertum Österreich. 1816 übergab Österreich die Gebiete des Fürstentums an das Großherzogtum Hessen (Hessen-Darmstadt), dieses einigte sich mit dem Kurfürsten (Hessen-Kassel) auf eine Teilung. Die ehemals zum alten deutschen Reich gehörigen Gebiete von Ysenburg-Büdingen-Büdingen verblieben beim Großherzogtum Hessen.
1826 wurde Ernst Casimir zum ersten Präsidenten der Ersten Kammer der Landstände des Großherzogtums Hessen berufen. In dieser Funktion kümmerte er sich vornehmlich um die Angelegenheiten seiner ererbten Besitzungen. Ihm ist es zu verdanken, dass die durch den Grafen Wolfgang Ernst gegründete Lateinschule in Büdingen ein staatliches Gymnasium (heute Wolfgang-Ernst-Gymnasium) wurde. Er war Freimaurer, u. a. wird er in den Mitgliederverzeichnissen der Frankfurter Loge Carl zum aufgehenden Licht, die unter dem Schutz des Landgrafen Karl von Hessen-Kassel stand, als Ehrenmitglied aufgeführt.
Am 9. April 1840 erhob Ludwig II., Großherzog von Hessen, Ernst Casimir in den erblichen Fürstenstand. 1848 trat Fürst Ernst Casimir I. zugunsten seines Sohnes Ernst Casimir II. zurück. Sein jüngerer Sohn Gustav war preußischer Diplomat und Generalleutnant.

## Familie
Er heiratete am 10. Mai 1804 in Zwingenberg die Gräfin Ferdinande zu Erbach-Schönberg (* 23. Juli 1784; † 24. September 1848), eine Tochter des Grafen Gustav Ernst zu Erbach-Schönberg. Das Paar hatte folgende Kinder:
- Ernst Casimir II., Fürst zu Ysenburg und Büdingen (1806–1861) ⚭ 1836 Gräfin Thekla zu Erbach-Fürstenau (* 9. März 1815; † 13. März 1874)
- Gustav (1813–1883) ⚭ 1840 Gräfin Bertha von Holleben (* 16. November 1818; † 30. November 1904)
- Adelheid (* 11. März 1805; † 21. November 1873)
- Marie (* 4. Oktober 1808; † 11. Oktober 1872) ⚭ 1829 Fürst Ludwig zu Solms-Hohensolms-Lich (1805–1880)
- Mathilde (* 17. September 1811; † 18. Mai 1886)
- Ida (* 10. März 1817; † 31. Juli 1900) ⚭ 1836 Reinhard zu Solms-Laubach (1801–1870), preußischer Generalmajor
- Tochter († 1821)
- Tochter († 1822)